# Mantasoa lebbei
Mantasoa lebbei är en bönsyrseart som beskrevs av Mériguet 2005. Mantasoa lebbei ingår i släktet Mantasoa och familjen Mantidae. Inga underarter finns listade i Catalogue of Life.